# 閃乱カグラ -少女達の真影-
『閃乱カグラ -少女達の真影-』（せんらんカグラ しょうじょたちのしんえい）は、2011年9月22日にマーベラスエンターテイメントから発売されたニンテンドー3DS用ゲームソフト。
キャッチコピーは「命懸けで獲りにきて。」。
本作は現代に生きる忍者の育成機関“国立半蔵学院”に在籍する5人の少女が悪の勢力に立ち向かうというストーリーで展開するアクションゲーム『閃乱カグラ』シリーズの第1作であり、『一騎当千』ゲームシリーズ3作に続く『爆乳ハイパーバトル』シリーズ第4作目である。コミックやアニメなどの多角メディア展開も行なわれている。
高木謙一郎が企画し、シナリオは北島行徳、キャラクターデザインは八重樫南が担当した。登場キャラクターによるドラマパートと横スクロールで展開されるアクションパートで構成されている。『爆乳ハイパーバトル』というジャンル名が示している通り、キャラクターの胸の「揺れ」やカメラアングルの際どさ、ダメージ時のコスチューム破壊などといったセクシャル表現や演出が全面的にフィーチャーされている。

## 登場人物
登場人物の名前はコードネームであり、一般人である鈴木を除き本名ではない。アニメ版で追加した設定と呼称はゲーム版と異なる。

### 国立半蔵学院（こくりつはんぞうがくいん）
通称「半蔵」。学生数1000人を抱える名門マンモス進学校。しかしそれは表の顔で、真の姿は国家に所属し国益のため働く忍の集団・善忍を養成するための秘密機関。専門の忍学科は通称「忍クラス」といい、現在の生徒数は5名。所属者は学院寮の入居が原則。所在地は浅草をモデルにしている。
口上は「（正義の為に）舞い忍ぶ」。
飛鳥（あすか）
声 - 原田ひとみ
本作の主人公。国立半蔵学院の2年生。誕生日：9月8日。16歳。身長155cm。血液型：A型。スリーサイズ：B90/W57/H85。
いつも元気いっぱいで、どんなことにも一生懸命。日々成長し続けている胸が悩み。忍の道とは何か、本人なりに一生懸命に考えている。忍としての実力はまだまだだが、偉大な忍を祖父に持っており、潜在能力は抜群。好きな物はじっちゃんの太巻き。趣味は修行。秘伝忍法はガマ。しかし、他と違って召喚系の技ではなく、あくまで体術の域。属性は土。長短2本の脇差を振るう斬撃が得意。アニメ版では当初カエルが苦手だったが、斑鳩の訓練の成果で克服した。また大道寺の試練で、「超秘伝忍法書」を継承する。
家系は祖父の他に母親が忍であり、父は一般人で名門大学の法学部に通い弁護士の夢を抱いていたが、忍学生当時の母に一目惚れしてからは義父となる半蔵を説得するために夢を捨ててまで寿司屋をやると決めたという。
焔とはライバル関係だが、気づかないうちにお互いを高め合う存在になっていく。
斑鳩（いかるが）
声 - 今井麻美
国立半蔵学院の3年生。誕生日：7月7日。18歳。血液型：A型。身長168cm。スリーサイズ：B93/W59/H90。
冷静沈着な優等生で、クラス委員も務める。普段は優しく思慮深いが、いったん怒ると手がつけられなくなる。好きな物は懐石料理と日本茶だが、創作料理の見た目は微妙とのこと。趣味は読書。秘伝忍法は火の鳥。属性は火。
素早い抜刀攻撃が得意で、家宝の刀「飛燕」を一刀流で操る。実家は表向きは大財閥を名乗っている名門の忍一族だが血の繋がった家族ではなく、その家の一人息子（斑鳩の義兄）に忍の才能が無かったため養子として迎え入れられた。
蛇女編では詠との出会いをきっかけに貧民街でヒーローショーを行うなどの慈善活動を行っている。この際のヒーローがKP仮面といい、「黒髪」「パッツン」の略になっている。名付け親は葛城。
葛城（かつらぎ）
声 - 小林ゆう
国立半蔵学院の3年生。誕生日：11月5日。17歳。血液型：B型。身長165cm。スリーサイズ：B95/W57/H90。
通称「かつ姉」。情に厚く涙もろい親分肌で、めちゃくちゃなことも言うが仲間からも好かれている。とにかく考える前に手が出てしまう。セクハラが趣味で美少女を見ると誰かれ構わずついセクハラしたくなるが、されるのは苦手。好きな物はラーメン。秘伝忍法は龍。属性は風。具足を用いた蹴り技が得意。
かつて大事な家族を守れなかったこと（存命しているが一緒に暮らしていない）がきっかけで強さを求める傾向が強く、日影を一方的にライバル視する。
開発初期からデザインが固まっており、他キャラが原型がないほど現在とは違っていたのに対し彼女は具足のデザイン以外はほぼ現在のものと一緒である。
柳生（やぎゅう）
声 - 水橋かおり
国立半蔵学院の1年生。誕生日：12月23日。15歳。血液型：O型。身長158cm。スリーサイズ：B85/W60/H83。
一人称は「オレ」。新入生でありながら忍の世界の非情さを幼いころから知っており、優れた実力を持つ。自分のことに一切無口でクール。ムダなことが嫌いで、感情を出さないように孤独を気取るも、寂しがりのところがあり、そんな自分を理解している雲雀のことが大好きで、いつも気に掛けている。好きな物はスルメ。趣味は寝ること。秘伝忍法はイカ。属性は雨。刃や銃の仕込まれた番傘を使った多彩で広範囲な攻撃が得意。
雲雀のことを気に掛けている最大の理由は、交通事故で亡くなった妹とよく似ているため。
雲雀（ひばり）
声 - 井口裕香
国立半蔵学院の1年生。誕生日：2月18日。15歳。血液型：B型。身長160cm。スリーサイズ：B80/W55/H73。
ちょっと幼い感じで、小動物系の可愛らしい子。代々続く歴史ある忍一族の名門の生まれで諜報活動を得意とするが、自分の意思による行動は未熟でしばしば問題を起こしてしまう。好きな物は甘い物全般。趣味はテレビゲーム。秘伝忍法はウサギ。属性は雷。戦闘スタイルは「ポカポカ変則格闘術」と呼ばれる謎の格闘術で、でたらめな動きだが威力は抜群。
半蔵中盤は自身のミスを挽回するために蛇女に潜入。春花とのやり取りもあって短い間だが蛇女の学生となる。なお、半蔵編と蛇女編では彼女が蛇女にやってくる理由と抜ける理由が異なっている。
高木曰く、自分の個人的な趣味嗜好で固めたキャラ、とのこと。
大道寺（だいどうじ）
声 - 浅川悠
国立半蔵学院の伝説の先輩。誕生日：11月11日。25歳。血液型：B型。身長170cm。スリーサイズ：B100/W58/H98。
規格外の実力の持ち主で1年生時に最終試験に受かっているらしいが、自らの意思で留年を続けている。強者との戦いと「死の美」を常に求めている。豪傑口調な言い回しが特徴。趣味は正面突破。好きな物は肉。秘伝忍法は虎。戦闘スタイルは我流拳法。霧夜や半蔵との連絡に黒猫を使わすことがある。
本作の隠しキャラクター。プレイヤー版でも制服がなく、最初から忍転身した状態で戦う。命駆状態だと何故か髪の色が変わる。制服姿は『Spark』など一部漫画版と『SHINOVI VERSUS』で登場。
『Burst』の蛇女編では最終隠しミッションのターゲットとしてのみ登場。
凛（りん）
声 - 三森すずこ
大道寺の先輩。能天気だがいつでも明るく、「忍ではなく、スーパーニンジャになりたい」という夢を抱いており、最終試験に受かって正式に忍となった数ヵ月後、危険な任務を引き受け、その最中に敵の悪忍に殺されてしまったといわれる。『SHINOVI VERSUS』ではその任務の真実が判明した。
霧夜（きりや）
声 - 藤原啓治
国立半蔵学院・忍クラスの教師で飛鳥たちの担任。誕生日：5月5日。40歳。血液型：A型。身長185cm。
由緒正しい忍の家系に生まれた最上忍であり、破格の実力の持ち主だが、任務のため平気で命を捨てる生き方に嫌気がさし、現在は前線を退いて後進が一人でも多く生き残るように厳しく教育に打ち込んでいる。好きな物は豆類。凛は初めて受け持った生徒だった。
『Burst』の蛇女編では最終隠しミッション（大道寺戦）の依頼人としてのみ登場。彼のメッセージによると、鈴音の正体を知っているようだが、本編シナリオでは登場しないので、実際は不明。『SHINOVI VERSUS』の半蔵ルートでは焔から正体を知ることに。
アニメ版では登場または去る前に、煙玉を使用することが多い。飛鳥達への褒め言葉がかなり適当（斑鳩曰く「とりあえず褒める達人」）。
半蔵（はんぞう）
声 - 山本兼平
伝説の忍と称えられている飛鳥の母方の祖父で、忍部隊の創設者。「半蔵学院」の名前は彼が由来となっている。現役を引退した今は飛鳥の実家で隠居同然の寿司職人として暮らしており、彼の太巻きは評判が高い。
善忍であるが、焔とも普通に接し、彼女と飛鳥に善忍と悪忍の必要性に関する助言を送った。
飛鳥が幼い頃より「力とは刀と盾の対でなければならない」と言い聞かせてきた。秘伝忍法はガマ。
蛇女編では女風呂を覗くスケベな一面があること、その時の飛鳥の台詞から妻だけには頭が上がらないことが判明した。

### 秘立蛇女子学園（ひりつへびじょしがくえん）
通称「蛇女」。その規模や拠点の位置などが全て謎に包まれている。依頼主となる悪徳政治家や、闇企業の私的な利益のために違法行為も厭わず任務を遂行する、悪忍を養成することが目的。「悪は善よりも寛大である」として、善忍の一族だろうと本校の悪忍と戦った者であろうと入学を拒んだりはしない。忍術の修行は半蔵学園よりさらに厳しく、死傷者が出ることも珍しくない。しかし、生徒たちの行き場がここ以外にないために入れ替わりはあるが全体的な人数は変わらない。また、下忍が上忍に対して勝負を挑む下克上のような校則も存在する。蛇女編では彼女たちから見たストーリーが追加され、今まで明らかになっていなかった部分が公開されている。アニメ版では天守閣に酷似した建物と地獄で広大な訓練所が登場した。
口上は「舞い殉じる」。
焔（ほむら）
声 - 喜多村英梨
秘立蛇女子学園の2年生。5人衆のリーダー。誕生日：1月3日。16歳。血液型不明。身長163cm。スリーサイズ：B87/W57/H85。
2年生でありながら生徒会代表を務め蛇女選抜メンバーでもその実力は随一。最強の忍となることを目指しており、そのためなら手段は選ばないが、仲間に情が厚く、敵に厳しいが、敵であっても強い者を認める。言葉遣いが男っぽいが、礼儀作法はしっかりと身につけており、意外と女の子らしい一面もある。根が真面目で融通がきかないところもあるため、たまに暴走して空回りしてしまい他のメンバーからあきれられることも。飛鳥とは縁があり、互いを高め合うライバルとなる。趣味は戦いで、好きな食べ物は和食。秘伝忍法はアオダイショウ。六刀を振るう剣技の他に、最終決戦ではもう一本の太刀による一刀流の技を使う。太刀を使用している状態では「紅蓮の焔」と表記され、髪を下し色も紅くなる。蛇女編では一定条件を満たした後に使用可能になる。
元は由緒正しい善忍一族の生まれで、一流の忍学校に入学するために小学1年生から個人授業制の塾に通っていた。中学2年生の時、担任で良くしてもらっていた小路に進路について訊かれ、忍の一族と明かしたとたんに一族の抹殺指令を受けていたことと、信頼していた小路の悪忍という真の顔を知り半殺しにしてしまう。それによって善忍の忍学校の受験資格を失い、両親から勘当されて家を追い出された。生きる希望もなく町を歩いているときに蛇女の存在を知り、悪忍になることを決めた。
蛇女編では事件の黒幕である蛇女出資者「道元」を殺害し、救出した仲間と共に抜け忍となった。『SHINOVI VERSUS』では彼女達のチーム「焔紅蓮隊」のリーダー、蛇女の制服と同じだった初期忍装束も変更された。
詠（よみ）
声 - 茅野愛衣
秘立蛇女子学園の2年生。5人衆の一人で、元善忍。誕生日：2月10日。16歳。血液型：B型。身長160cm。スリーサイズ：B95/W58/H90。
お嬢様口調で、見た目は穏やかだが内面は憎悪が渦巻く激烈な性格。服装や見た目、喋り方はお嬢様っぽいが、実態は食べるものにも困る日々を送っていた。しかし、本人はそれにめげずに明るく強くたくましく生きている。趣味は裁縫。好きな食べ物はもやし。秘伝忍法はジムグリ。重火器と大剣による距離を問わないコンビネーション技を使う。
貧民街で育ったために満たされている者への憎悪が強く、ある時街頭のテレビで中継していた食事の席で、斑鳩の養父が海外へ莫大な援助を送ると発表するのを聞き、斑鳩に因縁を向けている。両親は詠のために自身の命を切り売りしていたらしいが、詠にも詳細は分かっていない。半蔵編では最後の決戦まで仲違いしているが、蛇女編ではとある一件で斑鳩の見方が変わり友となる。『SHINOVI VERSUS』では焔紅蓮隊のメンバーを姉妹のように思っている。
貧乏だが金銭には非常に疎く、春花からとある騒動の謝礼として1万円を手渡されたが「もやしが買えればいい」と購入に不足していた20円をもらって満足していた。
本人いわく、割と幼いころから胸は大きかったそうである。
日影（ひかげ）
声 - 白石涼子
秘立蛇女子学園の3年生。5人衆の一人。誕生日：9月9日。17歳。血液型不明。身長160cm。スリーサイズ：B85/W57/H85。
実力はあるが「感情がない」と自称する、何を考えているのかよくわからない関西弁を喋る無気力な少女。手足に暗器を仕込み、柔軟な体と合わせた変幻自在の体術を使う。秘伝忍法はコブラ。一定以上の痛みを受けると極度の興奮状態、狂乱モードになる（実際にゲーム内でも演出にとどまらず性能が変化する）。無口で無表情で、クールに戦うその姿はまるで戦闘マシーン。
幼いころから感情がなく、物心ついた時から捨て子となり養護施設で暮らしている模様。後に施設から脱走し盗賊団に身を寄せ、リーダー「日向」との交流が彼女の生き方と戦い方に大きく影響を与えたようだが、それ以外の過去は未だ語られていない。しかし、蛇女の後輩ができてからは、感情むき出しの仲間に囲まれ、「感情」自体に関心を持つようになっている。
葛城からの挑戦に気乗りせず受け流していたが、強くなっていく彼女と勝負するうちに戦闘を楽しむという感情を知らず知らず味わっていく。
かつて自分が身を寄せていった盗賊団のリーダー・日向は、同じく養護施設の脱走者であり、当時では唯一、感情がない彼女と普通に接する人物であり、憧れの存在だった。 しかし、盗賊団が分裂した際、日向は敵対グループとの交渉を試すも殺され、形見となったナイフを受け継ぐことになった。
アニメの蛇女EDではメンバーの料理を前にして喜び、春花の実験めいた料理に怒るなど喜怒哀楽を露わにしていた。
未来（みらい）
声 - 後藤沙緒里
秘立蛇女子学園の1年生。5人衆の一人。誕生日：12月28日。15歳。血液型不明。身長150cm。スリーサイズ：B62/W48/H59。
大人ぶって捻くれたところを見せるが、見た目通り幼く、子供っぽさがなかなか抜けない素直な少女。個性的な先輩たちに囲まれて苦労するところもあるようだが、蛇女の居心地はよい模様。趣味はインターネット。好きな食べ物は鍋物。銃を仕込んだ西洋傘と呪術を駆使した戦闘スタイルを使う。秘伝忍法はマムシ。本来は善忍の家系だが、幼少期のいじめが原因で蛇女の門を叩くことになった。無視されるのが人一倍嫌いで、最初に戦った柳生の反応が気に入らずつけ回している。蛇女入学の理由は、かつて自分をいじめていた連中へ仕返しする実力を付けるためである。
蛇女序盤から中盤にかけては彼女を中心にしたストーリー展開が多い。
いじめを受けていたが人間不信には陥ってはおらず、蛇女BBSで友達を探そうとしたり、とある事件での現象が影響で「もしかしたら仲間を傷つけてしまうかもしれない」と思い込み、それを未然に防ぐために蛇女から逃げ出そうとしたこともある（仮に逃げ出した場合は裏切り者扱いになる）など非常に仲間思いな一面がある。
絵がある女性キャラクターの中で唯一の貧乳キャラであり、本人もその点を非常に気にしている。
春花（はるか）
声 - 豊口めぐみ
秘立蛇女子学園の3年生。5人衆の一人で、傀儡使い。誕生日：7月20日。18歳。血液型不明。身長169cm。スリーサイズ：B99/W55/H88。
少し百合的なところもあり雲雀を手に入れようと彼女に目をつけている。
一見弱いものいじめが好きなサディストだが、本当は蛇女選抜メンバーの中で一番仲間想いであり、常に皆のことを気にかけている。実際、下僕と雲雀のことさえも彼女なりに気に掛けていた。また、感情豊かな後輩と接するうちに、母性が大きく育つ。そのため、悪の道の中でも仲間の4人が不幸にならないように広い視点で見守っている。好きな食べ物はおしゃぶり昆布。趣味は人形作り。また、色々な実験が好き。秘伝忍法はヒバカリ。人形を自在に操り、白衣の下に劇薬や爆発性の液体などが入った試験管を無数に隠し持つ。また身に着けているピアス（電波発信機の忍具）で、人を思いのまま操ることも可能。『Burst』までは飛び道具として使用できるが、ダメージを受けた際に起こる脱衣や、衣服を脱ぐ命駆（または陰乱）状態では投げ飛ばす試験管が減って弱体化してしまう。
過去には過剰なまでの母親の歪んだ愛と大病院の医院長である父親の汚職や愛人関係などに悩まされ、一時は自宅を放火しようとしたこともあった。しかし現担当の鈴音との出会いにより傀儡の術を習得、それを用いて父親に汚職の件を自白させている。その後は高等な傀儡の術を使えるということもあり、難なく蛇女に入学している。
鈴音（すずね）
声 - 三森すずこ
焔たちの指揮官（教官）で、元善忍。ゲーム版一作目（または『Burst』の半蔵編）では登場しない。アニメ版で正体判明の経緯はゲームシリーズと異なる。
アニメ版では姿や素性は謎に包まれており、鎧と兜で焔たち5人衆の前に現れて指示を出す。また、4話では教え子である凛の名を騙って、霧夜を誘き出して生徒を引き離し、ラストで彼女らしき姿が現されていた。
5話では、鎧武者の兜と巫女服を着た姿で登場し、首領らしき人物と会話していた。半蔵学園に隠された超秘伝忍法書の入手が目的で、学園の詳細を詳しく知っている模様。素顔では赤い淵の眼鏡をかけている。
道元（どうげん）
声 -  寺井智之（ゲーム）/小杉十郎太（アニメ）
シリーズを通しての悪役、あるモノ（設定が原作と異なる）のために超秘伝忍法書を求めている。名前は『Burst』の蛇女編で判明。
アニメ版では鈴音に指令を送る謎の存在で、秘立蛇女子学園の首領らしき人物。鈴音を通して焔たちに指示を送っている。普段は姿を見せず、声だけで会話するが、終盤は姿を現す。右顔に刀の傷痕があり右目は失明している。
『2』では髪色が変更されている。

### その他
斑鳩の父
声 - 山野井仁（アニメ）
名前は不明。名門の忍一族の大財閥。村雨の父親で、斑鳩の養父。斑鳩を実の娘同様に可愛がっており我が家に伝わる名刀「飛燕」を実の娘として斑鳩に託した。村雨に対してはかなり手を焼いていた。
村雨（むらさめ）
声 - 山本兼平（ゲーム）/ 安元洋貴（アニメ）
名門の忍一族の一人息子だが、彼に忍の才能が無かったために斑鳩が養子となった。実子でない斑鳩が「飛燕」を与えられたことを恨んでいる。
鎖鎌を得意としており、小学生の時「町内鎖鎌大会6位」になったとのことだが、斑鳩には通用せず一蹴されてしまう。なお鎖鎌大会以降は順位を異様に気にする性格になってしまい蛇女編でも大食い大会の順位を非常に気にしていた。また彼が依頼を出しているミッションもあるが、ここでも「6」という数字を気にしている。なお主人公たちの水準には全く及ばないものの、常人よりははるかに強い。
鈴木（すずき）
他校の野球部員で、一般人。飛鳥に一目惚れして告白し、自分の試合を見に来てほしいと頼む。飛鳥は彼と自分がどことなく似ているような気はしていたが、「まだ恋愛を考えるのは早い」と判断して結局行かなかった。それでも試合では絶好調の様子だったため、特に悲哀はしなかったらしい。
投手としては18奪三振、打者としては5打数3安打の2ホームランと、かなりの実力者であることがうかがえる。
小路（こみち）
声 - 鐘谷兼（アニメ）
焔の中学2年生の時の担任で、悪忍。優しそうな人物に思われたが、実際はかなり残虐で悪質な性格。焔の一族抹殺の命令を受けて焔に近づいたが、確証が無かったことと信頼させてから裏切るために敢えて優しく接していた。後に本性を現して焔を殺害しようとするが、返り討ちにあって半殺しにされてしまう。
その後彼の妹が仇討ちのために蛇女子学園に入学しており、彼女曰く今も入院しているらしい。蛇女編では彼女からの挑戦状ともいうべきミッションがあり、初回は焔で強制プレイになっている。
竜胆（りんどう）
秘立蛇女子学園の新忍、焔の部下。特徴はオッドアイ。漫画『紅蓮の蛇』のキャラクターだが、『Burst』の蛇女編では同名（カタカナ表記）の依頼人が存在する。
姫椿（ひめつばき）
秘立蛇女子学園の新忍、春花の部下。特徴は目隠し縞ニーソ。漫画『紅蓮の蛇』のキャラクターだが、『Burst』の蛇女編では愛称が同じ（カタカナ表記）の依頼人が存在する。

### テレビアニメ

#### 第1期
オープニングナレーション - 藤本幸太郎
その他
スケバン - くじら / 不良 - 對馬芳哲 / 傀儡 - 北田悠、山谷祥生 / 生徒 - 楠浩子、長尾明希 / その他 - 大下孝太、木村弘一

#### 第2期
羅刹（らせつ）- 山本希望
雪不帰の父 - 高坂篤志
大五郎（忍犬）- 高坂篤志

## スタッフ
- キャラクターデザイン - 八重樫南
- 企画・原作 - 高木謙一郎
- 脚本 - 北島行徳

## 主題歌
オープニングテーマ「乱れ咲き」
作詞 - 葉月みこ / 作曲・編曲 - 林達志 / 歌 - 飛鳥（原田ひとみ）、斑鳩（今井麻美）、葛城（小林ゆう）、柳生（水橋かおり）、雲雀（井口裕香）
エンディングテーマ「真影」
作詞 - 高木謙一郎、木下カナコ / 作曲・編曲 - 林達志 / 歌 - 近藤あいる

## 漫画 / 小説
原作表記は全てマーベラスAQL

### 漫画
閃乱カグラ -少女達の真影-
『月刊コミックアライブ』（メディアファクトリー）2011年10月号より2015年2月号まで、鷹爪あまみによる漫画版が連載。全3巻。
閃乱カグラ Spark!（スパーク）
『ファミ通コミッククリア』にて2011年8月より2012年3月まで、田辺京によるスピンオフ漫画が連載。
閃乱カグラ -紅蓮の蛇-（ぐれんのウロボロス）
『月刊ComicREX』にて2011年11月号より2013年9月号まで、あおいまなぶによるスピンオフ漫画が連載。全3巻。
閃乱カグラ -千紫万紅ノ春花-（せんしばんこうのはるか）
『ファミ通コミッククリア』にて2012年9月より2013年2月まで、井上巧によるスピンオフ漫画が連載。
閃乱えんじ☆きょにゅう組
『ファミ通コミッククリア』にて2012年9月より2013年2月まで、アサヒナヒカゲによるスピンオフ漫画が連載。

### 小説
閃乱カグラ -少女たちの青春-（DMC NOVELS）
一迅社より2013年7月27日に発売。にのまえあゆむによるライトノベル。

## Webラジオ
『閃乱カグラ 原田ひとみ・喜多村英梨のにゅうにゅうラジオ』（せんらんかぐらはらだひとみきたむらえりのにゅうにゅうらじお）が、音泉で配信された。パーソナリティーは飛鳥役の原田ひとみと焔役の喜多村英梨。
配信期間
- 2011年7月26日 - 10月18日（隔週火曜日更新 全7回）

コーナー
- にゅうにゅうハイパーボイスバトル
- 揺れるお悩み相談所
- にゅうにゅうインフォメーション

関連商品
- ラジオCD「原田ひとみ・喜多村英梨のにゅうにゅうラジオ」（2012年）

『閃乱カグラ 原田ひとみ・今井麻美のにゅうにゅうにゅうラジオ』（せんらんかぐらはらだひとみいまいあさみのにゅうにゅうらじお）が、音泉とHiBiKi Radio Stationで配信された。パーソナリティーは飛鳥役の原田ひとみと斑鳩役の今井麻美。
オープニングテーマ「Be Stars」
作詞 - hotaru / 作曲・編曲 - やしきん / 歌 - 原田ひとみ
配信期間
- 2012年12月11日 - 2013年3月19日（隔週火曜日更新 全8回）

## 他作品への出演
UPPERS
プレイヤーキャラクターの一人として大道寺先輩が参加。また、コミック版には雲雀が登場している。
神田川JET GIRLS
DLCで本シリーズのキャラが参加。
閃乱忍忍忍者大戦ネプテューヌ -少女達の響艶-
本シリーズと『ネプテューヌシリーズ』とのコラボレーション作品。

## テレビアニメ
2013年1月6日から3月24日まで第1期『閃乱カグラ』がAT-X、チバテレビ、サンテレビ、テレビ愛知、TOKYO MX、BS11にて放送された。全12話。ナレーションは藤本幸太郎。
2015年3月29日に特別編『閃乱カグラ ESTIVAL VERSUS -水着だらけの前夜祭-』（せんらんカグラ エスティバル・バーサス -みずぎだらけのぜんやさい-）が放送された。
2018年10月13日から12月29日にかけては第2期『閃乱カグラ SHINOVI MASTER -東京妖魔篇-』がAT-Xほかにて放送された。全12話。

### あらすじ

#### 第1期
霧夜先生からの命令で試験を受けるために里帰りした飛鳥は、祖父の半蔵からの修業を終えて数か月ぶりに戻ってきた「国立半蔵学院」で、太巻きを手土産にクラス委員の斑鳩、先輩の葛城、後輩の柳生と雲雀との再会を喜ぶ。しかし、学院に帰って早々霧夜先生の厳しい修行（授業）の日々が続く中、唯一苦手としている秘伝忍法の修行で自分だけが召喚獣を召喚できないことに悩んでいた。数日後、飛鳥は半蔵に悩みを打ち明けるが、家系の都合で召喚できる生き物は彼女が最も苦手としている蛙だった。半蔵からこれも忍の試練だと言い渡された飛鳥は初めこそ拒絶するが、斑鳩が特訓に付き添うことで、ようやく蛙を克服する。そんなある日、斑鳩よりも高い戦闘力を持つ焔、詠、日影、未来、春花に襲撃される。その翌日、半蔵学院に対抗して設立された悪忍養成機関「秘立蛇女子学園」のことを霧夜先生から知らされた飛鳥たちは、学園の争いに巻き込まれていく。

#### 東京妖魔篇
国立半蔵学院にて善忍として活動を続けていた飛鳥だったが、斑鳩、葛城、柳生、雲雀が月光と閃光という謎の忍によって再起不能の重傷を負わされてしまう。飛鳥は斑鳩達を再起不能にした月光と閃光、彼女達の裏で暗躍する雪不帰を抹殺するために善忍を捨て、悪忍を超えた「闇忍」として堕ちてしまう…

### スタッフ（アニメ）
|                      | 第1期                                | 第2期                                                                                  |
| -------------------- | ------------------------------------ | -------------------------------------------------------------------------------------- |
| 原作                 | 高木謙一郎                           | 高木謙一郎                                                                             |
| キャラクター原案     | 八重樫南                             | 八重樫南                                                                               |
| 監督                 | 渡部高志                             | 柳沢テツヤ                                                                             |
| シリーズ構成・脚本   | 吉岡たかを                           | 北島行徳                                                                               |
| キャラクターデザイン | 鳥居貴史                             | ごとうじゅんじ                                                                         |
| 総作画監督           | 鳥居貴史、小林利充                   | ごとうじゅんじ、宮澤努                                                                 |
| プロップデザイン     | 荒尾英幸                             | 森木靖泰、宮豊                                                                         |
| 美術監督             | 河合伸治                             | 海野よしみ                                                                             |
| 美術設定             |                                      | 長澤順子                                                                               |
| 色彩設計             | 齋藤亜沙美                           | 松山愛子                                                                               |
| 撮影監督             | 山本耕平                             | 千葉洋之                                                                               |
| 編集                 | 中葉由美子、村井秀明                 | 櫻井崇                                                                                 |
| 音響監督             | 辻谷耕史                             | 森下広人                                                                               |
| 音楽                 | 川田瑠夏                             | ノイジークローク                                                                       |
| 音楽制作             | ランティス                           | ランティス                                                                             |
| プロデューサー       | 田中信作、神部宗之                   | 小酒井省吾、三浦徹朗、元長聡 寺田秀之、磯谷徳知、吉江輝成 青木美里、熊本統夫、森尻和明 |
| 制作プロデューサー   | 村岡康成                             | 河井敬介                                                                               |
| プロデュース         | ジェンコ                             |                                                                                        |
| アニメーション制作   | アニメーションスタジオ・アートランド | ティー・エヌ・ケー                                                                     |
| 製作                 | 閃乱カグラパートナーズ               | シノビマスターパートナーズ                                                             |

### 主題歌（アニメ）
第1期
オープニングテーマ「Break your world」
作詞・歌 - 佐咲紗花 / 作曲・編曲 - 五条下位
第12話ではオープニングがなく、その代わり挿入歌として使用された。
エンディングテーマ
「Fighting Dreamer」（第1話 - 第3話、第8話）
作詞 - こだまさおり / 作曲・編曲 - 河原嶺旭 / 歌 - 飛鳥（原田ひとみ）、斑鳩（今井麻美）、葛城（小林ゆう）、柳生（水橋かおり）、雲雀（井口裕香）
「闇夜は乙女を花にする」（第4話 - 第6話、第9話）
作詞 - 畑亜貴 / 作・編曲 - 佐伯高志 / 歌 - 焔（喜多村英梨）、詠（[茅野愛衣）、日影（白石涼子）、未来（後藤沙緒里）、春花（豊口めぐみ）
「疾走論」（第7話、第10話 - 第12話）
作詞 - 岩里祐穂 / 作曲 - 奈良悠樹 / 編曲 - 宮崎誠 / 歌 - 原田ひとみ

第2期
オープニングテーマ「SCARLET MASTER」（第1話 - 第12話）
作詞・歌 - 佐咲紗花 / 作曲・編曲 - KOHTA YAMAMOTO
第1話ではエンディング位置で使用。
エンディングテーマ「純正エロティック」（第2話 - 第12話）
作詞 - 只野菜摘 / 作曲 - 坂野上陽介、マイケル・ムー / 編曲 - Kume.、桑田健吾 / 歌 - Mia REGINA

### 各話リスト
| 話数   | サブタイトル     | 絵コンテ  | 演出              | 作画監督                                                    |
| ------ | ---------------- | --------- | ----------------- | ----------------------------------------------------------- |
| 第1話  | 摩天楼に立つ忍者 | 渡部高志  | 中野英明          | 鳥居貴史                                                    |
| 第2話  | 伝説の忍あらわる | 渡部高志  | 池端隆史          | 大庭小枝                                                    |
| 第3話  | 月下の侵入者     | 渡部高志  | 湖山禎崇          | 國行由里江                                                  |
| 第4話  | 臨海修行・忍島   | 前島健一  | 前島健一          | 桝井一平                                                    |
| 第5話  | 奇襲!半蔵学院    | 中野英明  | 中野英明          | 野田康行                                                    |
| 第6話  | 連動忍結界       | 渡部高志  | 鎌仲史陽          | 福世孝明、牛島勇二                                          |
| 第7話  | 恐怖のハイキング | 矢越守    | 下司泰弘          | 荒尾英幸、日向正樹 杉光登                                   |
| 第8話  | 追憶の忍教室     | 泉保良輔  | 泉保良輔          | 桝井一平                                                    |
| 第9話  | 秘立蛇女子学園   | なかの★陽 | 湖山禎崇          | 大庭小枝、小関雅 荒尾英幸、井口真理子 山崎淳                |
| 第10話 | 陰と陽           | なかの★陽 | 中村近世          | 梶浦紳一郎、桝井一平 清水恵蔵、泉保良輔 鈴木伸一            |
| 第11話 | 決戦天守閣       | 渡部高志  | 佐藤和磨 水本葉月 | 小関雅、杉光登 福世孝明、松本文男                           |
| 第12話 | 超秘伝忍法       | 渡部高志  | 則座誠 下司泰弘   | 福世孝明、松本文男 荒尾英幸、山崎淳 日向正樹、杉光登 小関雅 |

| 話数 | サブタイトル         | 絵コンテ     | 演出             | 作画監督 |
| ---- | -------------------- | ------------ | ---------------- | --- |
| #1   | CHANGE THE WORLD     | 柳沢テツヤ   | 柳沢テツヤ       | ごとうじゅんじ、宮澤努 神田岳、斉藤香織 清水勝祐、渡辺はるか                                                      |
| #2   | PBS                  | 西島克彦     | 境橋渡           | 西尾公伯、田中克憲 小島えり、北條真純                                                                             |
| #3   | ROCKET DIVE          | 柳沢テツヤ   | 藏本穂高         | 宮澤努、斉藤香織 朝岡卓矢、ごとうじゅんじ 渡辺はるか、石動仁 神田岳、清水勝祐                                     |
| #4   | IT'S SHOWTIME        | 西島克彦     | 安藤貴史         | 櫻井拓郎、神垣弥生 髙波祐太、小林ゆかり 佐藤敏明                                                                  |
| #5   | BE HONEST            | なかの☆陽    | 吉田俊司         | 大原大、外山陽介 朝岡卓矢、服部益実 清水勝祐、齊藤佳子 芳賀亮、神田岳 斉藤香織                                    |
| #6   | SHINOVI VERSUS       | 柳沢テツヤ   | 藏本穂高         | 齊藤佳子、清水勝祐 斉藤香織、渡辺はるか ごとうじゅんじ、福永純一 朝岡卓矢、服部益実 石動仁、宮澤努 大原大、神田岳 |
| #7   | WE'LL MEET AGAIN     | 倉谷涼一     | 栗山美秀         | 岡田雅人、櫻井拓郎 桜井正明、佐藤ゆうこ 滝川和男、武智敏光 中村慎吾、はっとりますみ 陸田聡志、和田賢人            |
| #8   | DON'T STOP BELIEVING | きみやしげる | ながはまのりひこ | 小川一郎 |
| #9   | BURN                 | 西島克彦     | 吉田俊司         | 神田岳、北島勇樹 清水勝祐、大原大 ごとうじゅんじ、宮澤努 外山陽介、齋藤佳子 石動仁                                |
| #10  | TWO HEARTS           | 朝岡卓矢     | 朝岡卓矢         | 太田悌記、坪田慎太郎 服部憲知、北村淳一 重松しんいち、花輪美幸 松下順子、たかおかきいち                           |
| #11  | LIFE IS BEAUTIFUL    | 倉谷涼一     | 浅見松雄         | 佐藤敏明、櫻井拓郎 粟井重紀、服部憲知 ごとうじゅんじ                                                              |
| #12  | HOMETOWN             | 柳沢テツヤ   | 南康宏           | 朝岡卓矢、石動仁 大原大、神田岳 北島勇樹、斉藤香織 榊原大河、櫻井拓郎 清水勝祐、渡辺はるか 宮澤努、ごとうじゅんじ |

### 放送局
| 放送期間                | 放送時間                     | 放送局     | 対象地域 | 備考                                 |
| ----------------------- | ---------------------------- | ---------- | -------- | ------------------------------------ |
| 2013年1月6日 - 3月24日  | 日曜 20:30 - 21:00           | AT-X       | 日本全域 | 製作参加 / CS放送 / リピート放送あり |
| 2013年1月7日 - 3月25日  | 月曜 0:30 - 1:00（日曜深夜） | チバテレビ | 千葉県   |                                      |
| 2013年1月9日 - 3月27日  | 水曜 2:05 - 2:35（火曜深夜） | サンテレビ | 兵庫県   |                                      |
| 2013年1月10日 - 3月28日 | 木曜 2:35 - 3:05（水曜深夜） | テレビ愛知 | 愛知県   |                                      |
| 2013年1月11日 - 3月29日 | 金曜 0:00 - 0:30（木曜深夜） | BS11       | 日本全域 | BS放送 / 『ANIME+』枠                |
|                         | 金曜 0:30 - 1:00（木曜深夜） | TOKYO MX   | 東京都   |                                      |

| 配信期間                | 配信時間                     | 配信サイト         |
| ----------------------- | ---------------------------- | ------------------ |
| 2013年1月11日 - 3月29日 | 金曜 1:00 - 1:30（木曜深夜） | ニコニコ生放送     |
|                         | 金曜 1:30（木曜深夜） 更新   | ニコニコチャンネル |

| 放送期間                      | 放送時間                     | 放送局   | 対象地域 | 備考                                 |
| ----------------------------- | ---------------------------- | -------- | -------- | ------------------------------------ |
| 2018年10月13日 - 12月29日     | 土曜 0:00 - 0:30（金曜深夜） | AT-X     | 日本全域 | 製作参加 / CS放送 / リピート放送あり |
|                               | 土曜 2:10 - 2:39（金曜深夜） | TOKYO MX | 東京都   |                                      |
| 2018年10月16日 - 2019年1月1日 | 火曜 1:30 - 2:00（月曜深夜） | BS11     | 日本全域 | BS放送 / 『ANIME+』枠                |

### Blu-ray / DVD
2013年3月27日から8月28日まで発売された。
| 巻数 | 発売日        | 収録話          | 規格品番  | 規格品番  | 特典                 | 特典                    | 特典                               |
| 巻数 | 発売日        | 収録話          | BD        | DVD       | ドラマCD             | オリジナルビデオ        | 映像                               |
| ---- | ------------- | --------------- | --------- | --------- | -------------------- | ----------------------- | ---------------------------------- |
| 1    | 2013年3月27日 | 第1話 - 第2話   | ZMXZ-8421 | ZMXZ-8431 | 巻物争奪作戦         | どきどき身体測定        | ノンクレジットOP                   |
| 2    | 2013年4月24日 | 第3話 - 第4話   | ZMXZ-8422 | ZMXZ-8432 | どきどき遊園地デート | 雲雀の裸を隠すのだ!     | ノンクレジットED（半蔵学院ver.）   |
| 3    | 2013年5月29日 | 第5話 - 第6話   | ZMXZ-8423 | ZMXZ-8433 | 第1回放題グランプリ  | その胸に顔を埋めたい!   | PV第1弾&PV第2弾                    |
| 4    | 2013年6月26日 | 第7話 - 第8話   | ZMXZ-8424 | ZMXZ-8434 | 忍戦隊カグラファイブ | 斑鳩式エクササイズ!     | ノンクレジットED（蛇女子学園ver.） |
| 5    | 2013年7月24日 | 第9話 - 第10話  | ZMXZ-8425 | ZMXZ-8435 | 半蔵と霧夜の隠密作戦 | 禁断! 開かずの間の恐怖! | PV第2弾（微にゅうver.）&TV-CF      |
| 6    | 2013年8月28日 | 第11話 - 第12話 | ZMXZ-8426 | ZMXZ-8436 | 休戦の日             | 仁義なきライバル対決!   | ノンクレジットED（飛鳥ver.）       |

### 爆乳ハイパーオリジナルアニメーション
Blu-ray / DVD各巻に収録の短編アニメ。
- 脚本 - 北島行徳
- 絵コンテ・演出 - 江島泰男
- 作画監督 - 小関雅（第1話 - 第5話）、鳥居貴史（第6話）

| 話数 | サブタイトル            | 登場キャラ            |
| ---- | ----------------------- | --------------------- |
| 1    | どきどき身体測定        | 飛鳥、葛城            |
| 2    | 雲雀の裸を隠すのだ!     | 雲雀、柳生            |
| 3    | その胸に顔を埋めたい!   | 斑鳩、葛城            |
| 4    | 斑鳩式エクササイズ      | 斑鳩、柳生 雲雀、霧夜 |
| 5    | 禁断! 開かずの間の恐怖! | 飛鳥、斑鳩 霧夜       |
| 6    | 仁義なきライバル対決!   | 飛鳥、焔 半蔵         |

### ドラマCD
TVアニメ 閃乱カグラ ドラマCD 決戦!?忍居爛堂（シノビィーランド）
ランティスより2013年5月15日に発売。

### 書籍
TVアニメ 閃乱カグラ キャラクターファンブック
一迅社より2013年7月23日に発売。

### モバイルコンテンツ
NECビッグローブのスマートフォン向けアプリのカードコレクションゲーム『嫁コレ』に参加している。撮り下ろしボイスが用意されている。

### パチンコ
- パチンコCR閃乱カグラ（2016年、高尾）
- P閃乱カグラ2（2020年、高尾）
- e閃乱カグラ（2025年、大一商会）

### パチスロ
- パチスロ閃乱カグラ（2017年、オーイズミ）
- パチスロ閃乱カグラBURST UP（2022年、オーイズミラボ）[11]
- Lパチスロ閃乱カグラ2 SHINOVI MASTER（2024年、オーイズミ）

## シリーズ作品
公式では本シリーズは複数の世界線があり、主に妖魔との戦いを描く「陰の世界線」、忍同士の戦いを描く「陽の世界線」、その2つが同時に起こる、または該当しない「その他の世界線」の3つがある。
『閃乱カグラ 7EVEN -少女達の幸福-』が2018年にPlayStation 4で発売予定だったが、発売中止となった。

### 陰の世界線
本作はこちらの世界線となる。
閃乱カグラ Burst -紅蓮の少女達-
2012年8月30日発売。3DS用タイトル。公式では続編と位置づけられているが、本作の内容が全て収録されており、実質的には完全版的な作品。
閃乱カグラ Burst Re：Newal
2018年2月22日発売。PlayStation 4用タイトル。『紅蓮の少女達』のHDリメイク作品。
閃乱カグラ2 -真紅-
2014年8月7日発売。3DS用タイトル。『Burst』の続編。システムは3Dアクションに変更されている。

### 陽の世界線
閃乱カグラ SHINOVI VERSUS -少女達の証明-
2013年2月28日発売。初のPlayStation Vita用タイトル。システムが3Dアクションへ変更。
閃乱カグラ ESTIVAL VERSUS -少女達の選択-
2015年3月26日発売。『SV』の続編。初のマルチプラットフォーム（PlayStation Vita・PlayStation 4）タイトルであると共に、PS4版は初の据置機向けタイトルとなる。
閃乱カグラ PEACH BEACH SPLASH
2017年3月16日発売。PlayStation 4用タイトル。シリーズ初のTPS。ジャンルは異なるが『EV』の直接の続編となる。

### その他の世界線
それぞれが独立した世界となっており、メディアミックス作品はこちらの世界線となる。
閃乱カグラ NewWave
2012年11月28日サービス開始。GREEよりリリースされたソーシャルゲーム。後にMobageやMobcast、dゲームでも配信された。2020年10月30日サービス終了。
デカ盛り 閃乱カグラ
2014年3月20日配信開始（同年11月27日にはパッケージ版も発売）。PlayStation Vita用タイトル。
シリーズ番外編で、ジャンルも初の音楽ゲームとなっている。
シノビマスター 閃乱カグラ NEW LINK
2017年11月29日サービス開始。iOS/Android向けゲーム。2018年11月7日にはPC（DMM GAMES）版がリリースされた。
2025年5月30日14時をもってサービスを終了した。

### オマケ作品
どの世界線にも属さないオマケ作品。
シノビリフレ -SENRAN KAGURA-
2017年11月24日配信開始（2018年12月13日には『PEACH BALL』との同梱版限定でパッケージ版も発売）。Nintendo Switch用タイトル。
PEACH BALL 閃乱カグラ
2018年12月13日発売。Nintendo Switch用タイトル。
閃乱カグRUN
2024年11月29日配信開始。iOS/Android向けゲーム。